# غييرمو سواريز ماسون
غييرمو سواريز ماسون (بالإسبانية: Carlos Guillermo Suárez Mason)‏ (و. 1924 – 2005 م) هو عسكري محترف من الأرجنتين ولد في بوينس آيرس.
ويحمل رتبة عسكرية فريق أول .